# Elijah Paine

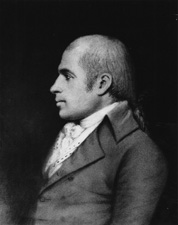
Elijah Paine

Elijah Paine (* 21. Januar 1757 in Brooklyn, Windham County, Colony of Connecticut; † 28. April 1842 in Williamstown, Vermont) war ein US-amerikanischer Jurist und Politiker (Föderalistische Partei), der den Bundesstaat Vermont im US-Senat vertrat.
Paine besuchte die öffentlichen Schulen in Connecticut, ehe er als Soldat im Unabhängigkeitskrieg diente. 1781 machte er seinen Abschluss am Harvard College; ein erfolgreiches Jura-Studium schloss sich an, woraufhin er in die Anwaltskammer aufgenommen wurde und in Windsor (Vermont) zu praktizieren begann. Er wurde zudem als Farmer tätig und ließ sich in Williamstown nieder. Später begründete er eine Kleidungsmanufaktur und eine Sägemühle in Northfield.
Politisch wurde er erstmals 1786 als Sekretär des Verfassungskonvents von Vermont tätig. Von 1787 bis 1790 gehörte er dem Repräsentantenhaus des Staates an. Zwischen 1791 und 1795 war er Richter am Vermont Supreme Court.
1794 wurde Elijah Paine erstmals in den Senat der Vereinigten Staaten gewählt; sechs Jahre später erfolgte die Wiederwahl. Bereits am 1. September 1801 legte er jedoch sein Mandat nieder, um Richter am Bundesbezirksgericht für Vermont zu werden. Dieses Amt bekleidete er bis zu seinem Tod im Jahr 1842. 1812 wurde er in die American Academy of Arts and Sciences gewählt.